# Kiss wa matsushikanai no deshō ka?
„Kiss wa matsushikanai no deshō ka?” (jap. キスは待つしかないのでしょうか?) – dziesiąty singel japońskiego zespołu HKT48, wydany w Japonii 2 sierpnia 2017 roku przez Universal Music.
Singel został wydany w czterech edycjach: trzech regularnych (Type A, Type B, Type C) oraz „teatralnej” (CD). Osiągnął 1 pozycję w rankingu Oricon i pozostał na liście przez 18 tygodni. Singel zdobył status platynowej płyty.

## Lista utworów
Większość utworów zostało napisanych przez Yasushiego Akimoto.

### Type A
| CD | CD                                                                                         | CD               | CD                   | CD      |
| Nr | Tytuł utworu                                                                               | Kompozycja       | Aranżacja            | Długość |
| -- | ------------------------------------------------------------------------------------------ | ---------------- | -------------------- | ------- |
| 1. | „Kiss wa matsushikanai no deshō ka?” (jap. キスは待つしかないのでしょうか?)                | Tomonori Inoue   | APAZZI               | 4:20    |
| 2. | „Sakuranbo o musuberu ka?” (jap. さくらんぼを結べるか?) (wyk. 4th Generation)              | Kōichi Tsurusaki | KōichiTsurusaki      | 4:27    |
| 3. | „Tonari no kare wa kakkoyoku mieru” (jap. 隣の彼はカッコよく見える) (wyk. Platinum Girls)  | Shinsou su       | Yūichi "Masa" Nonaka | 4:31    |
| 4. | „Kiss wa matsushikanai no deshō ka?” (jap. キスは待つしかないのでしょうか?) (Instrumental) | Tomonori Inoue   | APAZZI               | 4:20    |
| 5. | „Sakuranbo o musuberu ka?” (jap. さくらんぼを結べるか?) (Instrumental)                     | Kōichi Tsurusaki | KōichiTsurusaki      | 4:27    |
| 6. | „Tonari no kare wa kakkoyoku mieru” (jap. 隣の彼はカッコよく見える) (Instrumental)         | Shinsou su       | Yūichi "Masa" Nonaka | 4:31    |

| DVD | DVD                                                                                       | DVD     |
| Nr  | Tytuł utworu                                                                              | Długość |
| --- | ----------------------------------------------------------------------------------------- | ------- |
| 1.  | „Kiss wa matsushikanai no deshō ka?” (jap. キスは待つしかないのでしょうか?) (Music Video) |         |
| 2.  | „Tonari no kare wa kakkoyoku mieru” (jap. 隣の彼はカッコよく見える) (Music Video)         |         |
| 3.  | „Otona no manā kōza& dai kansha-sai Vol. 1” (jap. 大人のマナー講座 & 大感謝祭 Vol.1)      |         |

### Type B
| CD | CD                                                                                         | CD               | CD              | CD      |
| Nr | Tytuł utworu                                                                               | Kompozycja       | Aranżacja       | Długość |
| -- | ------------------------------------------------------------------------------------------ | ---------------- | --------------- | ------- |
| 1. | „Kiss wa matsushikanai no deshō ka?” (jap. キスは待つしかないのでしょうか?)                | Tomonori Inoue   | APAZZI          | 4:20    |
| 2. | „Sakuranbo o musuberu ka?” (jap. さくらんぼを結べるか?) (wyk. 4th Generation)              | Kōichi Tsurusaki | KōichiTsurusaki | 4:27    |
| 3. | „Gunyatto magatta” (jap. ぐにゃっと曲がった) (wyk. Diamond Girls)                          | YAYI             | Makoto Wakatabe | 4:42    |
| 4. | „Kiss wa matsushikanai no deshō ka?” (jap. キスは待つしかないのでしょうか?) (Instrumental) | Tomonori Inoue   | APAZZI          | 4:20    |
| 5. | „Sakuranbo o musuberu ka?” (jap. さくらんぼを結べるか?) (Instrumental)                     | Kōichi Tsurusaki | KōichiTsurusaki | 4:27    |
| 6. | „Gunyatto magatta” (jap. ぐにゃっと曲がった) (Instrumental)                                | YAYI             | Makoto Wakatabe | 4:42    |

| DVD | DVD                                                                                       | DVD     |
| Nr  | Tytuł utworu                                                                              | Długość |
| --- | ----------------------------------------------------------------------------------------- | ------- |
| 1.  | „Kiss wa matsushikanai no deshō ka?” (jap. キスは待つしかないのでしょうか?) (Music Video) |         |
| 2.  | „Gunyatto magatta” (jap. ぐにゃっと曲がった) (Music Video)                                |         |
| 3.  | „Otona no manā kōza& dai kansha-sai Vol. 2” (jap. 大人のマナー講座 & 大感謝祭 Vol.2)      |         |

### Type C
| CD | CD                                                                                         | CD                                              | CD                              | CD      |
| Nr | Tytuł utworu                                                                               | Kompozycja                                      | Aranżacja                       | Długość |
| -- | ------------------------------------------------------------------------------------------ | ----------------------------------------------- | ------------------------------- | ------- |
| 1. | „Kiss wa matsushikanai no deshō ka?” (jap. キスは待つしかないのでしょうか?)                | Tomonori Inoue                                  | APAZZI                          | 4:20    |
| 2. | „Sakuranbo o musuberu ka?” (jap. さくらんぼを結べるか?) (wyk. 4th Generation)              | Kōichi Tsurusaki                                | KōichiTsurusaki                 | 4:27    |
| 3. | „Koisuru Ribbon!” (jap. 恋するRibbon!) (wyk. Murashige Senbatsu)                           | Erena Sakamoto, Daisuke Toyama, Takanori Fukuta | Daisuke Toyama, Takanori Fukuta | 4:49    |
| 4. | „Kiss wa matsushikanai no deshō ka?” (jap. キスは待つしかないのでしょうか?) (Instrumental) | Tomonori Inoue                                  | APAZZI                          | 4:20    |
| 5. | „Sakuranbo o musuberu ka?” (jap. さくらんぼを結べるか?) (Instrumental)                     | Kōichi Tsurusaki                                | KōichiTsurusaki                 | 4:27    |
| 6. | „Koisuru Ribbon!” (jap. 恋するRibbon!) (Instrumental)                                      | Erena Sakamoto, Daisuke Toyama, Takanori Fukuta | Daisuke Toyama, Takanori Fukuta | 4:49    |

| DVD | DVD                                                                                       | DVD     |
| Nr  | Tytuł utworu                                                                              | Długość |
| --- | ----------------------------------------------------------------------------------------- | ------- |
| 1.  | „Kiss wa matsushikanai no deshō ka?” (jap. キスは待つしかないのでしょうか?) (Music Video) |         |
| 2.  | „Koisuru Ribbon!” (jap. 恋するRibbon!) (Music Video)                                      |         |
| 3.  | „Otona no manā kōza& dai kansha-sai Vol. 3” (jap. 大人のマナー講座 & 大感謝祭 Vol.3)      |         |

### Wer. teatralna
| CD | CD                                                                                         | CD               | CD              | CD      |
| Nr | Tytuł utworu                                                                               | Kompozycja       | Aranżacja       | Długość |
| -- | ------------------------------------------------------------------------------------------ | ---------------- | --------------- | ------- |
| 1. | „Kiss wa matsushikanai no deshō ka?” (jap. キスは待つしかないのでしょうか?)                | Tomonori Inoue   | APAZZI          | 4:20    |
| 2. | „Sakuranbo o musuberu ka?” (jap. さくらんぼを結べるか?) (wyk. 4th Generation)              | Kōichi Tsurusaki | KōichiTsurusaki | 4:27    |
| 3. | „Romantic byō” (jap. ロマンティック病)                                                     | Riko Ohashi      | Makoto Wakatabe | 3:57    |
| 4. | „Kiss wa matsushikanai no deshō ka?” (jap. キスは待つしかないのでしょうか?) (Instrumental) | Tomonori Inoue   | APAZZI          | 4:20    |
| 5. | „Sakuranbo o musuberu ka?” (jap. さくらんぼを結べるか?) (Instrumental)                     | Kōichi Tsurusaki | KōichiTsurusaki | 4:27    |
| 6. | „Romantic byō” (jap. ロマンティック病) (Instrumental)                                      | Riko Ohashi      | Makoto Wakatabe | 3:57    |

## Skład zespołu
| „Kiss wa matsushikanai no deshō ka?” |
| --- |
| - HKT48 Team H: Meru Tashima, Miku Tanaka, Natsumi Matsuoka - HKT48 Team H / AKB48 Team K: Haruka Kodama - HKT48 Team H / AKB48 Team B: Nako Yabuki - HKT48 Team H / STU48: Rino Sashihara - HKT48 Team KIV: Asuka Tomiyoshi, Mai Fuchigami, Aoi Motomura, Madoka Moriyasu - HKT48 Team KIV / AKB48 Team A: Miyawaki Sakura - HKT48 Team KIV / AKB48 Team 4: Tomonaga Mio - HKT48 Team TII: Erena Sakamoto, Hana Matsuoka (środek) - HKT48 Kenkyūsei: Amane Tsukiashi, Aki Toyonaga |

| „Sakuranbo o musuberu ka?” |
| --- |
| - Kenkyūsei: Hirona Unjō, Ayaka Oda, Moeka Sakai, Rio Shimizu, Tomoka Takeda, Nene Jitoe (środek), Amane Tsukiashi, Aki Toyonaga, Hinata Matsumoto, Sono Miyazaki |

| „Tonari no kare wa kakkoyoku mieru” |
| --- |
| - Team H: Yui Kojina, Hiroka Komada, Riko Sakaguchi, Natsumi Tanaka - Team KIV: Nao Ueki, Serina Kumazawa (środek), Yuki Shimono (środek), Yuka Tanaka - Team TII: Misaki Aramaki, Hazuki Hokazono - Kenkyūsei: Hirona Unjō, Ayaka Oda, Rio Shimizu, Tomoka Takeda, Nene Jitoe, Hinata Matsumoto |

| „Gunyatto magatta” |
| --- |
| - Team H: Yuka Akiyoshi, Mashiro Ui, Haruka Ueno, Marina Yamada, Mao Yamamoto - Team KIV: Mina Imada, Shino Iwahana, Maiko Fukagawa, Anna Murashige - Team TII: Maria Imamura, Sae Kurihara (środek), Vivian Murakawa, Yuna Yamauchi, Emiri Yamashita (środek) - Kenkyūsei: Moeka Sakai, Sono Miyazaki |

| „Koisuru Ribbon!” |
| --- |
| - HKT48 Team H: Yuka Akiyoshi, Yui Kojina, Natsumi Tanaka - HKT48 Team H / AKB48 Team K: Haruka Kodama - HKT48 Team KIV: Mina Imada, Nao Ueki, Yuki Shimono, Asuka Tomiyoshi, Maiko Fukagawa (środek), Anna Murashige - HKT48 Team KIV / AKB48 Team A: Sakura Miyawaki - HKT48 Team TII: Misaki Aramaki, Emiri Yamashita - HKT48 Kenkyūsei: Ayaka Oda, Tomoka Takeda - AKB48 Team A: Chiyori Nakanishi |

| „Romantic byō” |
| --- |
| - HKT48 Team H: Meru Tashima, Miku Tanaka (środek) - HKT48 Team H / AKB48 Team B: Nako Yabuki - HKT48 Team KIV / AKB48 Team 4: Mio Tomonaga - HKT48 Team TII: Hana Matsuoka |

## Notowania
| Lista                             | Pozycja |
| --------------------------------- | ------- |
| Oricon Weekly Singles Chart       | 1       |
| Oricon Yearly Singles Chart       | 23      |
| Billboard Japan Hot 100           | 1       |
| Billboard Japan Hot Singles Sales | 1       |

## Sprzedaż
| Dane według     | Sprzedaż |
| --------------- | -------- |
| Oricon          | 260 757  |
| Billboard Japan | 321 159+ |